# Kolontár
Kolontár (německy Korntal) je vesnice v Maďarsku v župě Veszprém, spadající pod okres Devecser. Nachází se asi 2 km jihovýchodně od Devecseru. V roce 2015 zde žilo 689 obyvatel. Dle údajů z roku 2011 tvoří 71,6 % obyvatelstva Maďaři, 4,7 % Němci, 0,1 % Romové a 0,1 % Slováci, přičemž 28,3 % obyvatel se k národnosti nevyjádřilo.
Kolontár se nachází přesně mezi městy Ajka a Devecser, která jsou také jeho jedinými sousedními sídly. Pod území Kolontáru patří také několik odkališť. Vzhledem k velké blízkosti k Ajce byl Kolontár spolu s Ajkou a Devecserem nejvíce zasaženou obcí po protržení hráze odkaliště u Ajky. Katastrofa vesnici značně poničila a způsobila, že obyvatelé byli mezi 9. a 15. říjnem 2010 z vesnice evakuováni.